# Kiparstvo u 2011.
◄◄ | ◄ | 2008. | 2009. | 2010. | 2011.  | 2012. | 2013. | 2014. | ► | ►►
Arhitektura • Astronautika • Astronomija • Biologija • Film • Fotografija • Glazba • Kazalište • Kemija • Kiparstvo • Knjige • Književnost • Kršćanstvo • Meteorologija • Medicina • Planinarstvo • Politika • Pravo • Promet • Slikarstvo • Strip • Šport • Televizija • Znanost • Zrakoplovstvo • Željeznički promet
Kiparstvo u 2011.

## Hrvatska i u Hrvata

### Smrti
- Dominik Škunca, hrvatski arhitekt, grafičar, slikar i kipar (* 1939.)

## Vanjske poveznice
|  | Zajednički poslužitelj ima još gradiva o temi Skulpture iz 2011. |